# Gaetano Quattrocchi
Gaetano Quattrocchi (Mazzarino, 16 giugno 1850 – 8 giugno 1903) è stato un arcivescovo cattolico italiano.

## Biografia

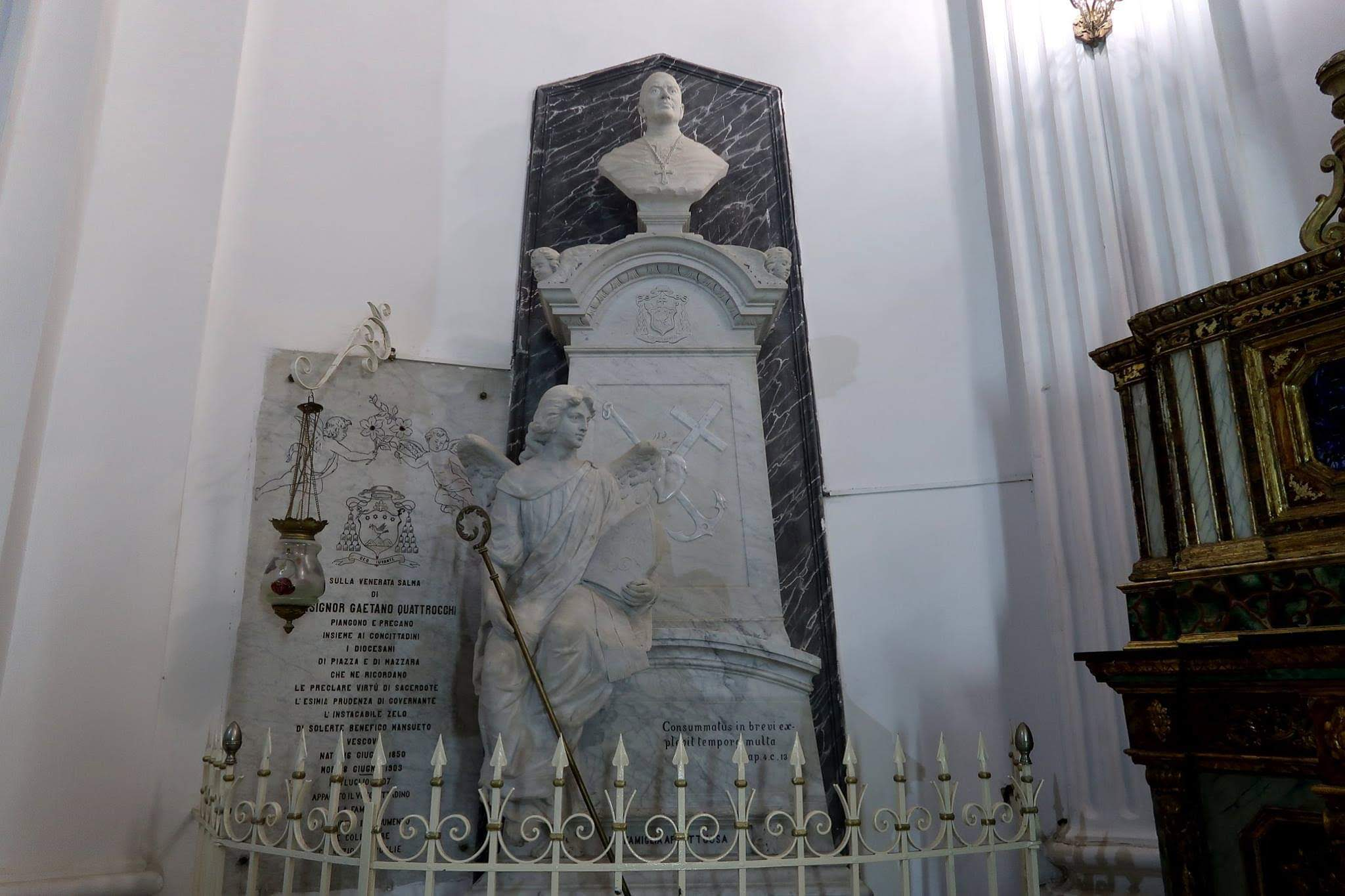
Monumento funebre nel Duomo di Santa Maria della Neve

È stato ordinato presbitero il 20 dicembre 1879 per la diocesi di Mazara del Vallo.
L'11 febbraio 1896 papa Leone XIII lo ha nominato vescovo titolare di Europo e vescovo ausiliare di Mazara del Vallo; ha ricevuto l'ordinazione episcopale il 16 febbraio successivo, nel Collegio Pio Latino di Roma, da Vincenzo Vannutelli, cardinale presbitero di San Silvestro in Capite.
Appena un mese dopo, il 17 marzo, è stato nominato amministratore apostolico della stessa diocesi. Il 15 giugno 1900, sempre papa Leone XIII lo ha nominato vescovo di Mazara del Vallo.
Ha rassegnato le dimissioni il 1º aprile 1903 venendo contemporaneamente nominato arcivescovo titolare di Serra. È morto l'8 giugno seguente.
È sepolto nel Duomo di Santa Maria della Neve a Mazzarino, la sua città natale.

## Genealogia episcopale
La genealogia episcopale è:
- Cardinale Scipione Rebiba
- Cardinale Giulio Antonio Santori
- Cardinale Girolamo Bernerio, O.P.
- Arcivescovo Galeazzo Sanvitale
- Cardinale Ludovico Ludovisi
- Cardinale Luigi Caetani
- Cardinale Ulderico Carpegna
- Cardinale Paluzzo Paluzzi Altieri degli Albertoni
- Papa Benedetto XIII
- Papa Benedetto XIV
- Cardinale Enrico Enriquez
- Arcivescovo Manuel Quintano Bonifaz
- Cardinale Buenaventura Córdoba Espinosa de la Cerda
- Cardinale Giuseppe Maria Doria Pamphilj
- Papa Pio VIII
- Papa Pio IX
- Cardinale Alessandro Franchi
- Cardinale Giovanni Simeoni
- Cardinale Vincenzo Vannutelli
- Arcivescovo Gaetano Quattrocchi